# Hólmavík
Hólmavík est une localité islandaise de la municipalité de Strandabyggð située au nord-ouest de l'île, dans la région de Vestfirðir. En 2011, le village comptait 375 habitants.

## Géographie
Hólmavík est une localité islandaise de la municipalité de Strandabyggð.

## Patrimoine naturel et architectural
- Strandagaldur (en), musée dédié au folklore et à l'histoire de la sorcellerie en Islande[1]

## Personnalités liées à la localité
- Stefán Sigurðsson (en) (1887-1933), poète islandais y est né.
- Thor's Hammer, groupe musical islandais actif de 1963 à 1969[réf. nécessaire].
- Einar Hákonarson (en) (1945-), peintre islandais y a vécu.